# Nationaal Landschap Veluwe

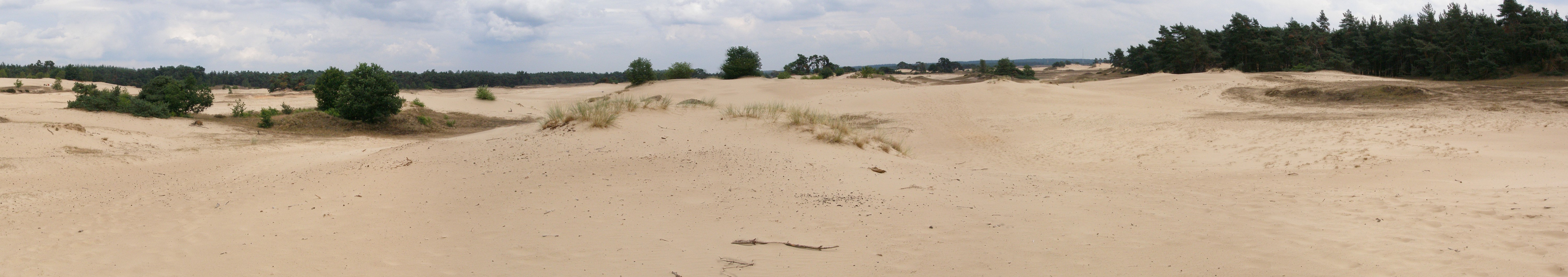
Kootwijkerzand Panorama

Nationaal Landschap Veluwe is een van de twintig Nationale Landschappen die door de Nederlandse regering in 2005 zijn aangewezen. Aanleiding hiervoor vormde de speciale karakteristieken van het in Gelderland gelegen gebied, zoals de voor Nederlandse begrippen geringe hoeveelheid bebouwing en de uitgestrekte bossen, zandverstuivingen en heiden. Het gebied is 158 834 hectare groot.

## Beschrijving, ligging en landschap

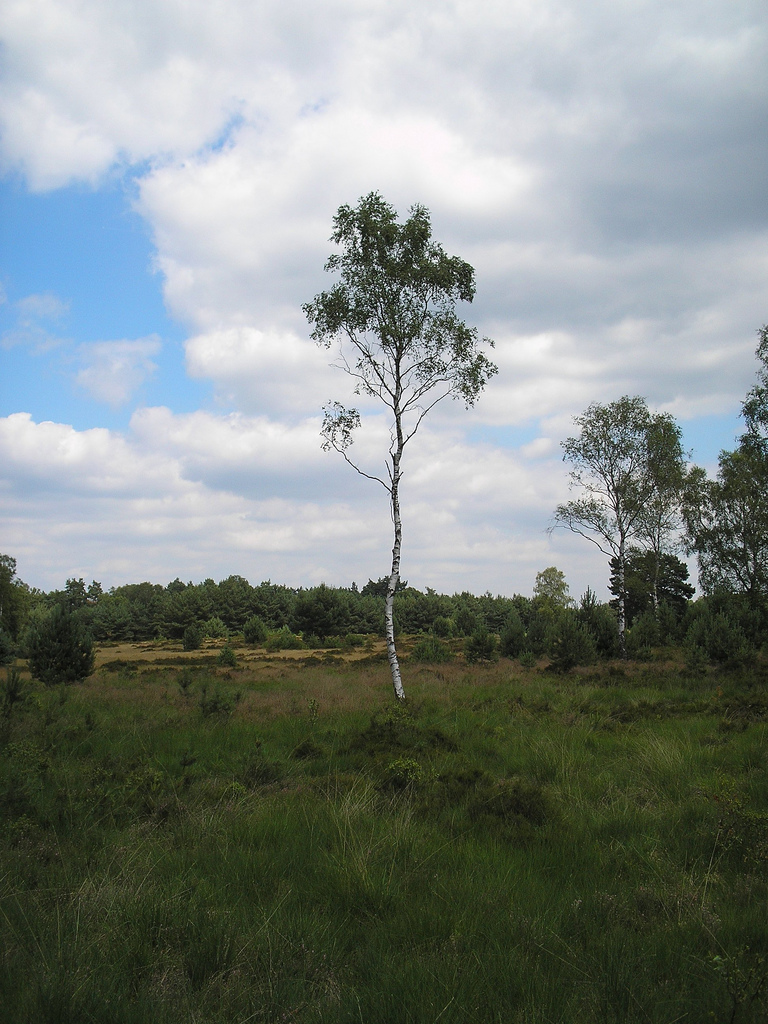
Boom Hoge Veluwe

## Bestuur en beheer
De coördinatie van het Nationale Landschap vindt plaats door de provincie Gelderland.
Een groot deel van het beheer van de Veluwe vindt plaats door grootgrondbezitters zoals het Nationaal Park De Hoge Veluwe, Natuurmonumenten, Staatsbosbeheer, Ministerie van Defensie en Kroondomein Het Loo.